# Міненко Дмитро Володимирович
Дмитро Володимирович Міненко (нар. 21 березня 1999, м. Обухів на Київська область — пом. 14 березня 2022, с. Мощун Бучанський район Київська область) — солдат підрозділу Збройних Сил України, учасник російсько-української війни, який загинув у ході російського вторгнення в Україну в 2022 році.

## Життєпис
Народився 21 березня 1999 року в м. Обухові на Київщині. 
Навчався у Обухівському НВК: середня загальноосвітня школа І-ІІІ ступенів № 1 імені А. С. Малишка. Після здобуття освіти обрав професію військовослужбовця. 
Військову службу проходив у 72-й окремій механізованій бригаді імені Чорних Запорожців. З рідними не виходив на зв'язок з 12 березня 2022 року, коли перебував в с. Лютіж. Певний час він, ймовірно, значився, як безвісти пропавшим.
Згодом стало відомо, що Дмитро загинув під час бою 14 березня 2022 року в с. Мощун Бучанського району Київської області.
Урочисте прощання із загиблим військовослужбовцем відбулося 18 квітня 2022 року на міській площі перед Обухівським центром культури і дозвілля (на Піщаній). Похований на кладовищі «Польок».

## Нагороди
- орден За мужність III ступеня (2022, посмертно) — за особисту мужність і самовіддані дії, виявлені у захисті державного суверенітету та територіальної цілісності України, вірність військовій присязі [4].